# Jurnalist

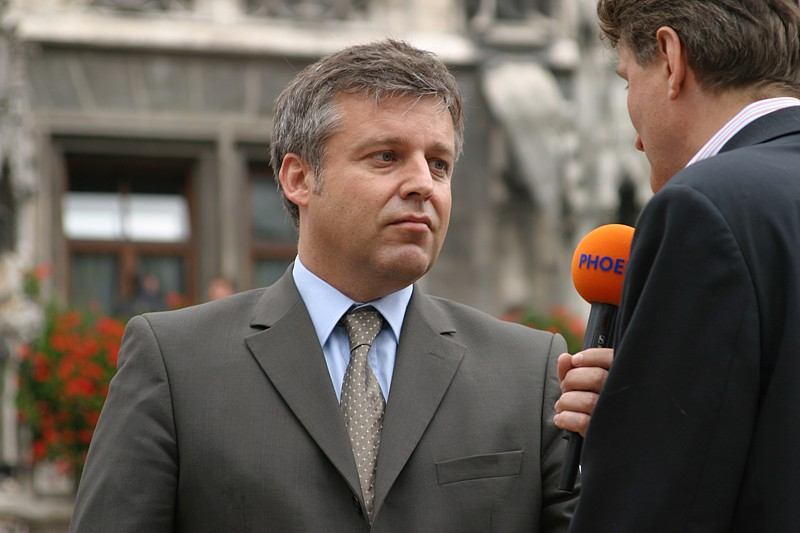
Jurnalistul Heinz Abel (partea stângă), efectuează un interviu pentru o televiziune germană

Un jurnalist este o persoană implicată în activitatea literară sau publicistică din jurul unei apariții periodice (publicație sau, prin extensiune, transmisiune prin televiziune, radio, Internet ș.a.). Jurnalistul, atunci când în discuție este o persoană afiliată unei publicații (ziar, revistă ș.a.), mai este numit gazetar sau ziarist . Pentru realizarea de materiale care presupun interacțiunea cu alte persoane (reportaje, interviuri), jurnalistul delegat se numește reporter. Uneori, asistenții tehnici (fotografi, operatori, microfoniști ș.a.) ai unui reporter sunt numiți tot jurnaliști.
La origine, sensul cuvântului „jurnalist” avea același înțeles cu termenii „gazetar” sau „ziarist”, dar și-a extins semnificația în ultimii ani drept consecință a evoluției similare a cuvântului englezesc, journalist. În plus, în limba engleză cuvântul acoperă și înțelesul cuvântului critic din română; de exemplu, sintagma music journalist se traduce drept „critic de muzica”.
Totalitatea activităților specifice și a competențelor de care dă dovadă un jurnalist în acest sens poartă denumirea de jurnalism.

## Stilul publicistic
Jurnaliștii sunt principalii autori în stilul funcțional numit „publicistic” sau „jurnalistic”, descris ca o combinație a celorlalte trei stiluri (beletristic, tehnico-științific, juridico-administrativ), așezate în proporții variabile, după stilul fiecărui autor.